# Alba Brunet
Alba Brunet (Palma de Mallorca, Son Ferriol, 18 de octubre de 1993) es una actriz y profesora de teatro española. Entre sus papeles más populares están Leonor Hidalgo en la telenovela Acacias 38 y Fina Valero en Sueños de libertad.

## Trayectoria
Alba Brunet nació el 18 de octubre de 1993 en Palma de Mallorca (España), y además de la actuación también se dedica a la docencia.
Alba Brunet durante su adolescencia se trasladó a Barcelona para realizar sus estudios de interpretación y posteriormente se traslada a Madrid por motivos profesionales. En 2009 hizo su primera aparición en la pantalla chica en el cortometraje La Filosofía de la futilidad dirigido por Marco Antonio Robledo. En 2012 y 2013 impartió clases como profesora en la Escuela Edumar de Castelldefels a alumnos de entre 8 y 10 años.
De 2015 a 2019 integró el elenco de la telenovela transmitida por La 1 Acacias 38, en el papel de Leonor Hidalgo, donde en 2021 regresó para el último episodio. En 2016 protagonizó el cortometraje La melodía del mal dirigido por Miguel Ángel Durán.
En 2019 interpretó el papel de Agnès en la película Barcelona 1714 dirigida por Anna Bofarull. En el mismo año protagonizó la serie Bany Compartit. También en 2019 impartió clases como profesora en la Escuela del Mar de Barcelona a alumnos de entre 6 y 8 años y posteriormente realizó un encuentro teatral en catalán en Mallorca para alumnos de 16 años.
En 2020 interpretó el papel de Marta en la serie Pep. En el mismo año apareció en la serie Patria. En 2020 y 2021 interpretó el papel de Bruna en la miniserie Contiguo. En 2021 interpretó el papel de Paz Casals en la serie The Mallorca Files. En el mismo año interpretó el papel de Reportera Informativos en la serie Paraíso.
En 2022 protagonizó la serie Mòpies. En el mismo año interpretó el papel de Ana Flores en la película Operación Mincemeat dirigida por John Madden. También en 2022 protagonizó la miniserie Crossfire y en la serie web Los protegidos: A.D.N. En 2023 formó parte del elenco de la película What About Love dirigida por Klaus Menzel.
A finales de 2023 se confirmó su ficha por Sueños de libertad, serie diaria de Antena 3 para interpretar a Fina Valero, junto con Marta Belmonte, Alain Hernández, Natalia Sánchez y Daniel Tatay, entre otros.

## Filmografía

### Cine
| Año  | Título              | Personaje  | Director      |
| ---- | ------------------- | ---------- | ------------- |
| 2019 | Barcelona 1714      | Agnès      | Anna Bofarull |
| 2022 | Operación Mincemeat | Ana Flores | John Madden   |
| 2023 | What About Love     |            | Klaus Menzel  |

### Televisión
| Año             | Título             | Personaje              | Notas         |
| --------------- | ------------------ | ---------------------- | ------------- |
| 2015-2019, 2021 | Acacias 38         | Leonor Hidalgo         | 878 episodios |
| 2019            | Bany Compartit     |                        | 1 episodio    |
| 2020            | Pep                | Marta                  | 9 episodios   |
| 2020            | Patria             |                        | 1 episodio    |
| 2020-2021       | Contiguo           | Bruna                  | 4 episodios   |
| 2021            | The Mallorca Files | Paz Casals             | 1 episodio    |
| 2021            | Paraíso            | Marina Santolaya       | 8 episodios   |
| 2022            | Mòpies             | Judith                 | 4 episodios   |
| 2022            | Crossfire          | Bea                    | 1 episodio    |
| 2024-presente   | Sueños de libertad | Serafina "Fina" Valero | ¿? episodios  |

### Cortometrajes
| Año  | Título                       | Personaje | Director               |
| ---- | ---------------------------- | --------- | ---------------------- |
| 2009 | La Filosofía de la futilidad | Arancha   | Marco Antonio Robledo  |
| 2016 | La melodía del mal           | Laura     | Miguel Ángel Durán     |
| 2021 | Andy y los demás             | Andy      | Cintia Ballbé          |
| 2021 | Encore                       | Lola      | Matthew Deimling Johns |

### Web TV
| Año  | Título                 | Notas      |
| ---- | ---------------------- | ---------- |
| 2022 | Los protegidos: A.D.N. | 1 episodio |

## Teatro
| Año  | Título                | Director  | Teatro                    |
| ---- | --------------------- | --------- | ------------------------- |
| 2019 | Torneo de Dramaturgia |           | Teatro del Mar            |
| 2019 | Voces Emergentes      | Pep Cerdà | Teatro Principal de Palma |